# Відродження Мотри III
«Відродження Мотри III» або «Мотра 3: Вторгнення Кінг Гідори» (яп. モスラ3 キングギドラ来襲, мосура сурі кунгу гідора райшю) — японський фантастичний кайдзю-фільм 1998 року режисера Окіхіро Йонеди за сценарієм Масумі Суетані. Продюсером фільму був Сього Томіяма. Фільм був вироблений та розповсюджений кінокомпанією Toho. Це заключний фільм у трилогії «Відродження Мотри», сиквел фільму «Відродження Мотри II».
У кінотеатрах Японії фільм вийшов 12 грудня 1998 року, а в США — 31 травня 2003 року.

## Сюжет
Молл та Лора і Вельвера знову сперечаються між собою. Вельвера шукає таємничі стародані артефакти, які здатні перетворити кинджали сестер Еліас у потужні мечі. Вельвера краде їх, однак її зупиняє Фейрі. Один з артефактів перетворює кинджал Молл на меч.
В цей час на Землю падає велетенський метеорит, а по всьому місту загадково зникають діти. Молл і Лора дізнаються, що в метеориті прилетів гігантський космічний дракон Кінг Гідора, який колись уже знищив динозаврів. Також вони дізнаються, що він захоплює дітей і поміщає їх в енергетичну сферу, щоб пізніше витягти з них енергію. Вони викликають Мотру Лео, однак Кінг Гідора перемагає його, і Мотра Лео втікає. Також Кінг Гідора гіпнотизує Лору і змушує її нападати на Молл, однак останній вдається врятуватися. Вельвера з цікавості підходить до енергетичного куполу, однак її затягує всередину.
Коли Кінг Гідора атакує місто, Молл зустрічає хлопчика Шоту, брат і сестра якого також були захоплені Гідорою. Молл розповідає йому про плани Гідори й переконує допомогти їй. Також Молл і Мотра Лео телепатично спілкуються і придумують план: як тільки Молл віддасть їй свою останню силу, Мотра Лео повертається у минуле на 65 мільйонів років та знищує ще слабкого на той час Кінг Гідору.
Молл дає Шоті свій меч і просить його зайти всередину сфери й переконати Лору передати її сили Мотрі. Шота неохоче погоджується, а ослаблена Молл впадає в сон. Тим асом у сфері Лора зустрічає Вельверу. Вона забирає її артефакт і перетворює свій кинджал на меч, а пізніше б'ється з Вельверою, оскільки все ще перебуває під контролем Гідори. Вельвера просить Лору опам'ятатися, але безрезультатно. Шота знаходить Лору і нагадує їх, хто вона. Її меч поєднується з мечем Молл, а Вельвера теж перетворює свій кинджал на меч і з'єднує його з мечами своїх сестер. 
У минулому Мотра Лео б'ється з Гідорою, але програє. Однак коли Лора співає пісню Мотри в нашому часі, у Мотри Лео з'являється більше сили. Він кидає Кінг Гідору у вулкан, але непомітно шматок хвоста Гідори залишається цілий. Обезсиленого Мотру Лео загортають в кокон доісторичні личинки Мотри, і ці 65 мільйонів років Мотра Лео регенерує свої сили.
У наш час Кінг Гідора і купол зникають. Шота зустрічає своїх брата і сестру, а Лора і Вельвера думають, як врятувати Молл. Раптом з'являється Гідора, який регенерувався зі шматка хвоста. Він знову захоплює дітей. Однак в цей час Мотра Лео виходить зі свого кокона і починається битва. В ході битви Мотра Лео знищує Гідору, і каже Лорі й Вельвері за допомогою сили меча оживити Молл. Це спрацьовує. Вельвера відлітає на ҐаруҐару, а Молл і Лора відлітають на острів Інфант на Мотрі. За цим всім спостерігають діти, які нарешті зустрілися зі своїми батьками.

## Кайдзю
- Мотра Лео
- Кінг Гідора
- Тиранозаври
- Трицератопси
- Завропод
- Птеранодони
- Доісторичні личинки Мотри
- Фейрі
- ҐаруҐару

## В ролях
- Мегумі Кобаясі — Молл
- Місато Тате — Лора
- Акі Хано — Вельвера
- Атсуші Оніта — батько Шоти
- Міюкі Матсуда — мати Шоти
- Коічі Уеда — Кочо